# Swinton (South Yorkshire)
Swinton è un paese di 12.881 abitanti della contea del South Yorkshire, in Inghilterra.